# Нуркеева, Зауреш Сагиевна
Зауреш Сагиевна Нуркеева (род. 8 июня 1945)— учёная в физико-химии полимеров, кинетика и механизм радикальной и ионной полимеризации, комплексно-радикальная и радиационная полимеризация, педагог, доктор химических наук, профессор.

## Биография
Родилась 8 июня 1945 года в селе Джаланаш Кегенского района Алматинской области.
С 1961 по 1964 год училась в университете КазГУ им. С.Кирова, затем перевелась в Московский государственный университет имени М. В. Ломоносова, который окончила в 1966 году. С 1966 по 1969 год училась в аспирантуре МГУ имени М. В. Ломоносова.
В 1971 году защитила кандидатскую диссертацию на тему «Анионная полимеризация изопрена и стирола» под руководством доктора химических наук Н. А. Платэ.
В 1993 году защитила докторскую диссертацию в Институте нефтехимического синтеза им. А. В. Топчиева Российской академии наук на тему «Растворимые и водные полимеры простых виниловых эфиров, гликолей и аминоспиртов».

## Трудовая деятельность
1. 1969—1978 — старший лаборант, старший научный сотрудник, старший преподаватель, доцент кафедры химии высокомолекулярных соединений КазГУ им. С. М. Кирова.
2. 1978—1980 — зав. кафедрой химии высокомолекулярных соединений КазГУ им. С. М. Кирова
3. 1980—1991 — доцент кафедры химии высокомолекулярных соединений КазГУ им. С. М. Кирова.
4. 1991—2001 — зав. кафедрой химии высокомолекулярных соединений КазНУ им. Аль-Фараби
5. 2001—2005 — зав. кафедрой химической физики и химии высокомолекулярных соединений КазНУ им. Аль-Фараби
6. С 2005 г. — профессор кафедры химической физики и химии высокомолекулярных соединений КазНУ им. Аль-Фараби

## Научная деятельность
Соавтор более 500 научных статей и признаных изобретениями более 20 заявок, предпатентов, инновационные патенты и авторские свидетельства. Им подготовлены 1 доктор наук и 20 кандидатов химических наук.
• Изобретения.
1. Способ получения сополимеров : а. с. 503886 СССР :МКИ С 08 °F 222/14 / 3. С. Нуркеева, Е. М. Шайхутдинов, С. В. Чебейко (СССР); заявитель КазГУ им. С. М. Кирова. — № 1984600/23-5 ; заявл. 08.01.74 ; опубл. 25.02.76, Бюл. № 7.
2. Электролит блестящего лужения : а. с. 1382047 СССР :МКИ4 С 25 D 3/32 / 3. С. Нуркеева, М. К. Наурызбаев, С. А. Гостев, Д. К. Мендалиева, Г. В. Дауренбекова(СССР); заявитель КазГУ им. С. М. Кирова. — № 4106802/31-02 ; заявл. 04.08.86.
3. Способ извлечения благородных металлов из тиомочевинных растворов : а. с. 1547328 СССР : МКИ5 С 22 В 3/00 / 3. С. Нуркеева, Е. Е. Ергожин, К. Б. Баймаганбетов, В. Н. Зайцева, Б. В. Пилат (СССР) ;заявитель Государственный научно-исследовательский и проектный институт по обогащению руд цветных металлов «Казмеханобр» и КазГУ им. С. М. Кирова. -№ 4319756 ; заявл. 22.10.87.
4. Способ переработки высококремнистого глиноземсодержащего сырья на глинозем : а. с. 1397410 СССР :МКИ5 С 01 °F 7/02 / 3. С. Нуркеева, Г. О. Малыбаева,А. 3. Сеитов, С. С. Нуркеев, Е. Е. Ергожин (СССР);заявитель Каз. полит, ин-т им. В. И. Ленина, КазГУ им. С. М. Кирова. — № 4113589/31-02 ; заявл. 27.08.86 ;опубл. 23.05.88, Бюл. № 19.
5. Способ извлечения благородных металлов из растворов и пульп, содержащих цветные металлы: а. с. 1655121 СССР : МКИ С 22 В 11/00 / 3. С.Нуркеева, Б. В. Пилат, В. Н. Зайцева, К. Б. Баймаганбетов, Е. Е. Ергожин (СССР); заявитель
Государственный научно-исследовательский и проектный институт по обогащению руд цветных металлов «Казмеханобр» и КазГУ им. С. М. Кирова. -№ 4678963/02 ; заявл. 14.04.89.
6. Способ моделирования кисты печени : а. с. 1684806 СССР : М КИ5 G 09 В 23/28 / 3. С. Нуркеева, Г. А. Мун, В. А. Вишневский, Р. 3. Икрамов, А. Р. Абульханов, О. С. Воронкова, Т. В. Саввина, Н. В. Тростенюк (СССР); заявитель Ин-т хирургии им. А. В. Вишневского. — № 4730674/14 ; заявл. 15.08.89 ; опубл. 15.10.91, Бюл. № 38.
7. Эндопротез мягких тканей : а. с. 1806694 СССР :М КИ5 А 61 °F 2/12, 2/08, 2/26 / 3. С. Нуркеева, Г. А. Мун, А. А. Адамян, Н. В. Тростенюк, Д. Н. Скуба, А. В. Чупин, О. С. Воронкова, К. 3. Гумаргалиева (СССР); заявитель Ин-т хирургии им. А. В. Вишневского. — № 4887563/14 ; заявл. 30.11.90 ; опубл. 07.04.93, Бюл. № 13.
8. Способ извлечения благородных металлов из растворов : предпат. 5771 РК : МПК С 22 В 3/00 / 3. С. Нуркеева, Г. А. Мун, С. Е. Кудайбергенов, В. Б. Сигитов, Г. Ш. Оспанова. — № 960085.1 ; заявл.30.01.96 ; опубл. 15.01.98, Бюл. № 1.
9. Способ лечения абсцессов и флегмон мягких тканей у человека : предпат. 5672 РК : МПК А 61 В 17/00, А 61 °F 9/00 / 3. С. Нуркеева, Г. А. Мун, Б. Б. Ермухамбетова, Ж. Б. Меерманова, Г. А. Макеева; заявитель и патентообладатель Казахский научно-исследовательский институт глазных болезней. — № 950099.1 ; заявл. 14.02.95 ; опубл. 15.01.98, Бюл. № 1.2000
10. Гидрогелевая мазевая основа : предпат. 9598 РК : МПК А 61 К 9/06 / 3. С. Нуркеева, И. К. Нам, Г. А. Мун, Е. М. Шайхутдинов; заявитель и патентообладатель КазНУ им. аль-Фараби. — № 990608.1 ; заявл.27.05.99 ; опубл. 15.11.00, Бюл. № 11.
11. Способ эндоскопической коррекции пузырномочеточникового рефлюкса : предпат. 10399 РК :МПК А 61 Р 13/10, А 61 К 31/74, А 61 К 9/00, А 61 М 5/158 / 3. С. Нуркеева, Г. А. Мун, К. С. Ормантаев, К. А. Мажибаев, Б. М. Майлыбаев, И. И. Дехандт, И. К. Нам; заявитель Дехандт И. И. — № 2000/2026.1 ;заявл. 21.11.00 ; опубл. 16.07.01, Бюл. № 7.
12. Водорастворимый термочувствительный сополимер гидроксиэтилакрилата и бутилакрилата с эмульгирующими свойствами : инновац. пат. 19952 РК :МПК С 07 С 69/54, С 08 Ғ 2/02, С 08 Ғ 2/04, G 05 D 23/10, G 05 D 23/12 / 3. С. Нуркеева, П. И. Уркимбаева, Г. А. Мун, Б. А. Болатбекқызы; заявитель и патентообладатель РГП на ПХВ «КазНУ им. аль-Фараби» МОН РК. — № 2007/0564.1 ; заявл. 30.04.07 ; опубл. 15.08.08, Бюл. № 8.
13. Водорастворимый термочувствительный сополимер гидроксиэтилакрилата и метилакрилата с эмульгирующими свойствами : инновац. пат. 19953 РК : МПК С 07 С 69/54, С 08 Ғ 2/02, С 08 Ғ 2/04, G 05 D 23/10, G 05 D 23/12 / 3. С. Нуркеева, П. И. Уркимбаева, Г. А. Мун, Б. А. Болатбекқызы, Л. В. Пак, О. С. Карамирзаева; заявитель и патентообладатель РГП на ПХВ «КазНУ им. аль-Фараби» МОН РК. — № 2007/0565.1 ; заявл. 30.04.07 ; опубл. 15.08.08, Бюл. № 8
14. Катионный сополимер на основе 2-метакрилоилоксиэтилтриметиламмоний хлорида и бутилметакрилата с антимикробными и биоадгезивными свойствами : инновац. пат. 20539 РК : МПК А 61 Р 31/04 , С 08 Ғ 222/02, С 08 Ғ 222/10, С 08 Ғ 222/14, С 08 Ғ 222/22 / 3. С. Нуркеева, Н. А. Фефелова , В. В. Хуторянский, Г. А. Мун; заявитель и патентообладатель РГП на ПХВ «КазНУ им. аль-Фараби» МОН РК. — № 2007/0562.1 ; заявл. 30.04.07 ; опубл. 15.12.08, Бюл. № 12.
15. Заявка 112997 СССР. Композиция полимерного контактного геля для ультразвуковых медицинских исследований /3 . С. Нуркеева, Е. Е. Ергожин, С. А. Бальтер, Г. Т. Миронова, В. И. Тимохина, Г. А. Мун (СССР). — № 4906598/05 ; заявл. 23.11.90 ; положительное решение от 25.09.91.
16. Заявка 113006 СССР. Композиция полимерного контактного геля, используемого при проведении медицинских ультразвуковых исследований / 3. С.Нуркеева, Е. Е. Ергожин, С. А. Бальтер, Г. Т. Миронова, В. И. Филипенко, Г. А. Мун СССР. — № 4906768/05 ; заявл. 23.11.90 ; положительное решение от 30.01.92.
17. Заявка 113186 СССР. Сополимер моновинилового эфира этиленгликоля и дивинилового эфира диэтиленгликоля, обладающий свойствами протектора при имплантировании / 3. С. Нуркеева, Е. Е. Ергожин,А. А. Адамян, С. В. Добыт, Л. Д. Кочергина, В. И. Тимохина, Г. А. Мун (СССР). — № 4884697/05 ; заявл.23.11.90 ; положительное решение от 31.01.92.
18. Сополимер моновинилового эфира этиленгликоля и дивинилового эфира этиленгликоля, обладающий свойствами протектора при имплантировании : а. с.1621472 СССР, МКЕГ А 61 L 27/00, С 08 °F 216/72 / 3. С. Нуркеева, Е. Е. Ергожин, А. А. Адамян, С. В. Добыт, Л. Д. Кочергина, В. И. Тимохина, Г. А. Мун,O. С. Воронкова, Н. В. Тростенюк (СССР); заявл.23.11.90.
19. Сополимер моновинилового эфира этиленгликоля, обладающий противотуберкулезной активностью и способ его получения : а. с. 1037657 СССР ; МКИ4 С 08 °F 226/06, 8/30, А 61 К 31/785 / 3. С. Нуркеева, А. 3. Сеитов, Б. А. Жубанов, Е. Е. Ергожин, А. А. Терликбаев, Я. А. Благодарный, И. М. Блехман, Ж. Ж. Бекмагамбетова (СССР).
20. Сополимер винил ового-и-/4-(Р-изоникотиноилгидразоно) метилфенилового/ диэфира диэтиленгликоля с винилпирролидоном, проявляющий противотуберкулезную активность и способ его получения : а. с.1148313 СССР ; МКИ4 С 08 °F 226/06 / 3. С. Нуркеева, P. А. Алдашев, Е. Е. Ергожин, Б. А. Жубанов, Я. А. Благодарный, Э. В. Сидоркина (СССР).
21. Сополимер винилового и (изоникотиноилгидразоноэтилового) диэфира этиленгликоля с N-винилпирролидоном, обладающий противотуберкулезной активностью : а. с. 1153521 СССР ; МКИ4 С 08 F226/06, А 61 К 31/785 / 3. С. Нуркеева, Р. А. Алдашев, Е. Е. Ергожин, А. Д. Джунусбеков, Я. А. Благодарный, И. М. Блехман (СССР).

## Награды и звания
1. Доктор химических наук (1993)
2. Профессор (1996)
3. Государственная научная стипендия для ученых и специалистов, внесших выдающийся вклад в развитие науки и техники Республики Казахстан (1995)
4. чл.-кор. Академии наук высшей школы Республики Казахстан (2003)
5. Нагрудный знак «За заслуги в развитии науки Республики Казахстан» (2004)
6. Медаль «Ветеран труда» (2015)